# Geocoridae

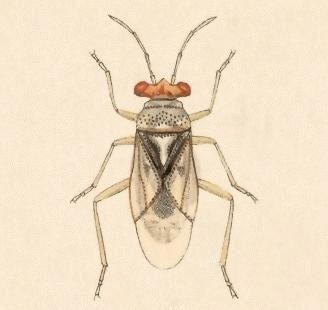
Ninyas torvus

Geocoridae es una familia de insectos hemípteros del infraorden Pentatomomorpha. Son de distribución mundial.
Miden de 3 a 5 mm. Tienen ojos prominentes. Hay alrededor de 300 especies en 35 géneros en 5 subfamilias; Geocoris, con cerca de 150 especies es el género más numeroso. Los miembros de la subfamilia Geocorinae son depredadores. Los restantes son herbívoros, posiblemente granívoros.

## Géneros
275 especies en 35 géneros
- Abpamphantus Barber, 1954
- Apennocoris Montandon, 1907
- Ausogeocoris Malipatil, 2013
- Australocoris Malipatil, 2012
- Austropamphantus Slater, 1981
- Bledionotus Reuter, 1878
- Capitostylus Malipatil, 2013
- Cattarus Stal, 1858
- Cephalocattarus Slater & Henry, 1999
- Coriantipus Bergroth, 1912
- Cymapamphantus Henry, 2013
- Engistus Fieber, 1864
- Epipolops Herrich-Schaeffer, 1850
- Geocoris Fallen, 1814
- Geocoroides Distant, 1918
- Germalus Stal, 1862
- Henestaris Spinola, 1837
- Hypogeocoris Montandon, 1913
- Indopamphantus Malipatil, 2017
- Isthmocoris McAtee, 1914
- Mallocoris Stal, 1872
- Neopamphantus Barber & Bruner, 1933
- Nesogermalus Bergroth, 1916
- Ninyas Distant, 1893
- Pamphantus Stal, 1874
- Paraindopamphantus Malipatil & Scudder, 2018
- Parapamphantus Barber, 1954
- Piocoris Stal, 1872
- Pseudogeocoris Montandon, 1913
- Stenogeocoris Montandon, 1913
- Stenophthalmicus Costa, 1875
- Stylogeocoris Montandon, 1913
- Tropicoparapamphantus Brailovsky, 1989
- Unicageocoris Malipatil, 2013